# Labatut (Pyrénées-Atlantiques)
Labatut település Franciaországban, Pyrénées-Atlantiques megyében. Lakosainak száma 170 fő (2022. január 1.). Labatut Caixon, Larreule, Vidouze, Castéra-Loubix, Lamayou és Monségur községekkel határos.

## Népesség
A település népességének változása:
| Lakosok száma | 171  | 176  | 179  | 175  | 172  | 170  | 169  | 169  | 170  |
|               | 2013 | 2015 | 2016 | 2017 | 2018 | 2019 | 2020 | 2021 | 2022 |